# Sol Veritas Lux
Sol Veritas Lux – album zespołu Sol Invictus, zbierający dwie pierwsze EP zespołu (Against the Modern World i In the Jaws of the Serpent) na jednym krążku z jednym bonusowym utworem na końcu.

Wydany w 1990 roku (zob. 1990 w muzyce) przez S.V.L. Records, ówczesną własną oficynę wydawniczą lidera zespołu, Tony'ego Wakeforda (dzisiaj jest nią Tursa).
Sol Veritas Lux znaczy po łacinie "Słońce Prawda Światło".

## Spis utworów
1. Angels Fall - 2:56
2. Raven Chorus - 5:25
3. Against The Modern World - 1:58
4. Long Live Death - 3:22
5. A Ship is Burning - 1:49
6. Untitled - 1:36
7. Summer Ends - 3:90
8. Wolf-Age, Axe-Age - 4:11
9. Angels Fall (2) - 3:10
10. Rise and Fall - 2:25
11. The World Turns - 2:55
12. The Runes - 2:25
13. Gold is King - 2:26
14. TWA Corbies - 1:59
15. Somewhere in Europe - 3:14
16. Media - 1:54
17. Abattoirs of Love - 5:19
18. Raven Chorus (2) - 5:29
19. The Joy of the World - 7:15